# I mörka stenkolsgruvan
I mörka stenkolsgruvan är en berättelsesång av religiös karaktär med 4 verser och musik, som skrevs av Joël Blomqvist och publicerades 1884 i juninumret av tidskriften "Fridsrösten". Visan handlar om ett pojke som varje dag får slita i en stenkolsgruva. Efter ett ras omkommer pojken varvid han tas upp till Gud i himlen.

## Publicerad i
- Fridsrösten 1884
- Barnens Sabbatsklocka 1903 nr 99 under titeln "Herren upptager mig".